# جوره بدران
جوره بدران (به عربی: جورة بدران) یک منطقهٔ مسکونی در لبنان است که در شهرستان کسروان واقع شده‌است. جوره بدران ۱٬۱۸۶ متر بالاتر از سطح دریا واقع شده‌است.